# Червинський Ігор Володимирович
Черви́нський І́гор Володи́мирович (нар. 16 грудня 1981, м. Харків, СРСР) — український плавець, переможець та багаторазовий призер чемпіонатів Європи з плавання, призер чемпіонатів світу, учасник чотирьох Олімпійських ігор. Екс-рекордсмен Європи серед юніорів. Заслужений майстер спорту України.

## Біографія
Ігор Червинський народився у Харкові, де й почав займатися плаванням. Першими тренерами хлопця був Ісмаїл Садиков. Ігор закінчив Харківське державне вище училище фізичної культури № 1 та юридичну академію імені Ярослава Мудрого.
Окрім плавання вільним стилем на 1500 та 800 метрів, де він досяг найбільших успіхів у кар'єрі, Червинський бере участь у марафонських запливах на відкритій воді. Втім, визначних результатів на міжнародній арені у цій дисципліні йому здобути не вдалось, хоча він неодноразово ставав переможцем чемпіонату України.
Пік кар'єри Ігоря Червинського припав на кінець 90-х — початок 2000-х років, коли він вважався одним з фаворитів чи не на кожній світовій та континентальній першості. Ігор неодноразово підіймався на верхню сходинку п'єдесталу пошани на різноманітних юніорських змаганнях, встановивши навіть рекорд Європи серед спортсменів свого віку. На дорослих чемпіонатах Європи з водних видів спорту та Всесвітніх Універсіадах українському плавцю вдалося зібрати медалі усіх ґатунків, він вигравав «золото» континентальної першості на короткій воді, ставав срібним призером чемпіонатів світу. Ігор Червинський встановив 6 рекордів України на дистанціях 800 і 1500 метрів вільним стилем та в естафетному плаванні у 25-ти та 50-ти метрових басейнах.
Окремо слід відзначити той факт, що Червинський брав участь у трьох літніх Олімпійських іграх, однак, на жаль, жодного разу навіть не наблизився до чільної трійки призерів. У Сіднеї в 2000 році він показав 8-й результат на своїй коронній дистанції 1500 метрів вільним стилем з часом 15.08,80. Ігри у Афінах 2004 року стали ще менш вдалими — Ігор був лише десятим. А у 2008 році в Пекіні Червинський змагався на дистанції 10 км та посів 12 місце.
У червні 2012 року Ігор Червинський посів сьоме місце на кваліфікаційному турнірі з плавання на відкритій воді, що відбувся у португальському Сетубалі, та отримав право змагатися на четвертій поспіль для себе Олімпіаді.

## Найкращі результати
| Дисципліна            | Басейн    | Рік  | Результат |
| 800 м вільним стилем  | 25 метрів | 1999 | 7,46.00   |
| 1500 м вільним стилем | 25 метрів | 1999 | 14,42.05  |
| 800 м вільним стилем  | 50 метрів | 2003 | 7,53.00   |
| 1500 м вільним стилем | 50 метрів | 2003 | 15,01.04  |

## Досягнення
- Заслужений майстер спорту України
- Чемпіон Європи з плавання на короткій воді (1): 1999 (1500 м в/с)
- Чемпіон Європи з водних видів спорту (1): 2000 (1500 м в/с)
- Чемпіон Всесвітньої Універсіади (2): 2001 (800 та 1500 м в/с)
- Чемпіон Європи з плавання серед юніорів (3): 1998 (1500 м в/с), 1999 (400 та 1500 м в/с)
- Переможець перших Всесвітніх юнацьких ігор (2): 1998
- Багаторазовий чемпіон України з плавання та з плавання на відкритій воді
- Срібний призер чемпіонату світу на короткій воді (1): 2000 (1500 м в/с)
- Срібний призер чемпіонату світу з водних видів спорту (1): 2003 (1500 м в/с)
- Срібний призер чемпіонату Європи з водних видів спорту (1): 2004 (1500 м в/с)
- Срібний призер Всесвітньої Універсіади (2): 2003 (800 та 1500 м в/с)[5]
- Бронзовий призер чемпіонату світу з водних видів спорту (1): 2003 (800 м в/с)
- Бронзовий призер чемпіонату Європи з плавання на короткій воді (1): 2000 (1500 м в/с)
- Бронзовий призер чемпіонату Європи з водних видів спорту (1): 2002 (1500 м в/с)
- Бронзовий призер Всесвітньої Універсіади (1): 2005 (1500 м в/с)[6]